# Prosopidastrum
Prosopidastrum es un género de planta perteneciente a la familia de las fabáceas.  Comprende 7 especies descritas y de estas, solo 5 aceptadas.

## Taxonomía
El género fue descrito por Arturo Eduardo Burkart  y publicado en Darwiniana 13: 436. 1964.

## Especies aceptadas
A continuación se brinda un listado de las especies del género Prosopidastrum aceptadas hasta agosto de 2012, ordenadas alfabéticamente. Para cada una se indica el nombre binomial seguido del autor, abreviado según las convenciones y usos.
- Prosopidastrum angusticarpum R.A. Palacios & Hoc
- Prosopidastrum dehiscens R.A. Palacios & Hoc
- Prosopidastrum globosum (Hook. & Arn.) Burkart
- Prosopidastrum gracile R.A. Palacios & Hoc
- Prosopidastrum mexicanum (Dressler) Burkart